# Guy Peellaert (atleet)
Guy Peellaert (Antwerpen, 27 oktober 1919 – Brugge, 22 mei 2004) was een Belgische atleet, die gespecialiseerd was in de sprint. Hij behaalde twee Belgische titels.

## Biografie
Peellaert begon in 1939 met atletiek. Hij werd in 1942 Belgisch kampioen op de 100 m en de 200 m. Eind 1949 stopte hij met atletiek.
Peellaerts was aangesloten bij Olympic Brugge.

## Belgische kampioenschappen
| Onderdeel | Jaar |
| --------- | ---- |
| 100 m     | 1942 |
| 200 m     | 1942 |

## Persoonlijke records
| Onderdeel | Prestatie | Datum | Plaats |
| --------- | --------- | ----- | ------ |
| 100 m     | 10,6 s    |       |        |
| 200 m     | 22,0 s    |       |        |
| 400 m     | 49,6 s    |       |        |

## Palmares

### 100 m
- 1942:  BK AC – 10,9 s
- 1946:  BK AC – 11,0 s

### 200 m
- 1942:  BK AC - 22,3 s
- 1946:  BK AC - 22,2 s

### 400 m
- 1943:  BK AC – 51,4 s